# 4867 Polites
4867 Polites (1989 SZ) là một Trojan của Sao Mộc được phát hiện ngày 27 tháng 9 năm 1989 bởi C. S. Shoemaker ở Palomar.